# Medal Obrony dla Poległych na Służbie
Medal Obrony dla Poległych na Służbie (duń. Forsvarets Medalje for Faldne i Tjeneste, skr. Fsv.M.F.) – duńskie wojskowe odznaczenie ustanowione 7 grudnia 2009, powstałe z podziału Medalu dla Poległych i Rannych na Służbie na dwa osobne (drugim nowym odznaczeniem jest Medal Obrony dla Rannych na Służbie) – nowe medale weszły do użycia z pierwszym dniem 2010, a stary medal został wycofany.
Medal Obrony dla Poległych na Służbie przyznawany jest przez Szefa Sił Zbrojnych (dosł. „Szefa Obrony”, dun. Forsvarschefen) duńskiemu personelowi wojskowemu i cywilnemu poległemu wskutek użycia broni palnej lub min, w trakcie prowadzenia działań bojowych lub antyterrorystycznych. Mogą nim być nim nagradzani inni Duńczycy jak również i obcokrajowcy, którzy polegli podczas szczególnych i zasłużonych wysiłków na rzecz duńskich sił zbrojnych. Medal nadany pośmiertnie wręczany jest najbliższej rodzinie odznaczanego.
W duńskiej kolejności starszeństwa odznaczeń medal znajduje się obecnie (na listopad 2021) za swoim poprzednikiem Medalem Obrony dla Poległych i Rannych na Służbie, a przed Medalem Ministerstwa Sprawiedliwości dla Zmarłych na Służbie.
Medal ma średnicę 30 mm, wykonywany jest ze srebra i pozłacany. Na awersie znajduje się główny motyw duńskiego herbu (trzy lwy kroczące w słup i dziewięć serc – podobnie jak dziewięć innych wojskowych medali). Na rewersie umieszczany jest wieniec dębowy, a w jego wnętrzu – rok nadania i powyżej niego napis odpowiednio „FALDET I TJENESTE” (POLEGŁYM NA SŁUŻBIE).
Medal mocowany jest do wstążki białej z czerwonymi paskami wzdłuż każdej z krawędzi. Wstążka wiązana jest w pięciokąt.
Formę medalu wykonał medalier Jan Petersen.